# Herminia atrilineella
Herminia atrilineella är en fjärilsart som beskrevs av Augustus Radcliffe Grote 1872. Herminia atrilineella ingår i släktet Herminia och familjen nattflyn. Inga underarter finns listade i Catalogue of Life.